# Decachorda flavilinia
Decachorda flavilinia är en fjärilsart som beskrevs av Stoneham 1962. Decachorda flavilinia ingår i släktet Decachorda och familjen påfågelsspinnare. Inga underarter finns listade i Catalogue of Life.